# Rampachodavaram
Rampachodavaram è una suddivisione dell'India, classificata come census town, di 9.633 abitanti, situata nel distretto del Godavari Orientale, nello stato federato dell'Andhra Pradesh. In base al numero di abitanti la città rientra nella classe V (da 5.000 a 9.999 persone).

## Società

### Evoluzione demografica
Al censimento del 2001 la popolazione di Rampachodavaram assommava a 9.633 persone, delle quali 4.846 maschi e 4.787 femmine. I bambini di età inferiore o uguale ai sei anni assommavano a 1.007, dei quali 556 maschi e 451 femmine. Infine, coloro che erano in grado di saper almeno leggere e scrivere erano 7.115, dei quali 3.808 maschi e 3.307 femmine.